# La, la, la
A La, la, la című dal volt az 1968-as Eurovíziós Dalfesztivál győztes dala, melyet a spanyol Massiel adott elő spanyol nyelven.

## Az Eurovíziós Dalfesztivál
A dalt nemzeti döntő nélkül választották ki. Eredetileg Juan Manuel Serratot kérték fel, de ő katalán nyelven kívánta előadni a dalt, amire nem kapott engedélyt, ezután a spanyol tévé néhány nappal a verseny előtt kérte fel Massielt.
Az április 6-án rendezett döntőben a fellépési sorrendben tizenötödikként adták elő, az ír Pat McGeegan Chance of a Lifetime című dala után, és a német Wencke Myhre Ein Hoch Der Liebe című dala előtt. A szavazás során huszonkilenc pontot szerzett, mely az első helyet érte a tizenhét fős mezőnyben. Egyetlen ponttal előzte meg a második helyen végzett brit Cliff Richard dalát. Ez volt Spanyolország első győzelme.
A következő spanyol induló Salomé Vivo cantando című dala volt az 1969-es Eurovíziós Dalfesztiválon.
A következő versenyen négyes holtverseny alakult ki az élen. A négy győztes Salomé Vivo Cantando című dala, a brit Lulu Boom Bang-a-Bang című dala, a holland Lenny Kuhr De troubadour című dala és a francia Frida Boccara Un jour, un enfant című dala volt.

### Kapott pontok
| POR                                          | NED | BEL | AUT | LUX | SUI | MON | SWE | FIN | FRA | ITA | GBR | NOR | IRE | ESP | GER | YUG |   |
| Kapott pontok                                | 4   | 0   | 0   | 2   | 1   | 0   | 4   | 0   | 3   | 4   | 3   | 0   | 1   | 1   |     | 6   | 0 |
| A tábla a fellépés sorrendjében van rendezve |     |     |     |     |     |     |     |     |     |     |     |     |     |     |     |     |   |

## Slágerlistás helyezések
| Slágerlisták (1968) | Lh.* |
| ------------------- | ---- |
| Argentína           | 4    |
| Ausztria            | 8    |
| Belgium (Vallónia)  | 15   |
| Egyesült Királyság  | 35   |
| Hollandia           | 18   |
| Németország         | 12   |
| Norvégia            | 5    |
| Spanyolország       | 1    |
| Svájc               | 8    |

*Lh. = Legjobb helyezés.